# Jakub Bodek
Jakub Bodek (ur. 1876 we Lwowie, zm. po 1940 tamże) – polski działacz społeczny, publicysta, senator I kadencji Senatu II RP żydowskiego pochodzenia.
Urodził się we Lwowie i tam pracował jako urzędnik pocztowy. Był silnie związany z ruchem syjonistycznym w Galicji. Współpracował z Chwilą i innymi czasopismami żydowskimi. Prowadził działalność społeczną.
Wszedł do Senatu na miejsce zmarłego Maksymiliana Biennenstocka. Ślubowanie złożył 19 kwietnia 1923.
Widziany we Lwowie po raz ostatni zimą 1939/1940. Został zamordowany w getcie lwowskim, lecz dokładna data jego śmierci ani miejsce pochówku nie są znane.